# Gençlerbirliği SK
Maillots
Gençlerbirliği Spor Kulübü (abrégé Gençlerbirliği SK) est un club turc de football basé à Ankara, capitale de la Turquie. Le club évolue en Süper Lig (D1) pour la saison 2020-2021.

## Historique
- 1923 : fondation du club
- 1987 : 1re participation à une Coupe d'Europe (C2, saison 1987/88)

## Palmarès et statistiques

### Palmarès
| Compétitions nationales |
| - Championnat de Turquie de deuxième division : - Champion : 1983, 1989 - Coupe de Turquie : - Vainqueur : 1987, 2001 - Finaliste : 2003, 2004, 2008 |

## Joueurs et personnalités du club

### Entraîneurs
- 2004-2005  Adel Amrouche

### Présidents
Le tableau suivant présente la liste des présidents du club depuis 1923.
| Rang | Nom               | Période   |
| ---- | ----------------- | --------- |
| 1    | Münif Kemal Ak    | 1923-1936 |
| 2    | Saffet Gürol      | 1936-1943 |
| 3    | Namık Ambarlıoğlu | 1943-1944 |
| 4    | Fevzi Magat       | 1944-1947 |
| 5    | Namık Katoğlu     | 1947-1948 |
| 6    | Yusuf Bahri       | 1948-1949 |

| Rang | Nom               | Période   |
| ---- | ----------------- | --------- |
| 7    | Orhan Şeref Apak  | 1949-1950 |
| 8    | Reşat Taşer       | 1950-1952 |
| 9    | Nuri Togay        | 1952-1953 |
| 10   | Mümtaz Tarhan     | 1953-1957 |
| 11   | Ahmet Salih Korur | 1957-1958 |
| 12   | Orhan Şeref Apak  | 1958-1961 |

| Rang | Nom                     | Période   |
| ---- | ----------------------- | --------- |
| 13   | Turhan Ogan             | 1961-1963 |
| 14   | İbrahim Sıtkı Hatipoğlu | 1964-1965 |
| 15   | Yılmaz Mete             | 1965-1966 |
| 16   | İsmet Sezgin            | 1966-1967 |
| 17   | Hadi Özbay              | 1967-1968 |
| 18   | Necip Türegen           | 1968-1969 |

| Rang | Nom           | Période   |
| ---- | ------------- | --------- |
| 19   | Ali Tuzcuoğlu | 1969-1970 |
| 20   | Adil Evrensel | 1970-1972 |
| 21   | Sezai Diblan  | 1972-1976 |
| 22   | Hasan Şengel  | 1976-1977 |
| 23   | İlhan Cavcav  | 1977-2017 |
| 24   | Murat Cavcav  | 2017-     |

### Joueurs emblématiques
- Aliaksandr Hleb
- Jimmy Durmaz
- Michaël Niçoise
- Filip Daems
- Björn Vleminckx
- Lahcen Abrami
- Hamid Merakchi
- Souleymane Youla
- Jean-Jacques Gosso
- Jacques Momha
- Marcel Mbayo
- Walid Atta
- Dumisa Ngobe
- Sandro
- Josip Skoko
- Florentin Pogba
- Ahmed Hassan
- Stéphane Sessègnon